# Sobole (województwo warmińsko-mazurskie)
Sobole – wieś w Polsce położona w województwie warmińsko-mazurskim, w powiecie oleckim, w gminie Wieliczki.
W latach 1975–1998 miejscowość położona była w województwie suwalskim.
Wieś lokowana na prawie magdeburskim w 1471 r. (najstarsza lokalizacja wsi w okolicy). Komtur z Pokarmina nadał Stanisławowi Litwinowi 15 włók w miejscu zwanym Pohybel, z obowiązkiem jednej służby konnej. Posiadłość tę nazwano później Sobolami i nazwa ta utrzymała się – nawet w wersji urzędowej – aż do 1938 roku. Około 1800 roku była to wieś zamieszkana przez wolnych chłopów. Szkołę założono tutaj między 1737 a 1740 rokiem. W 1935 roku zatrudniała ona jednego nauczyciela i kształciła w klasach od pierwszej do czwartej 22, a w klasach od piątej do ósmej 23 uczniów. W 1939 roku Sobole miały 243 mieszkańców.
W 1938 r. na fali hitlerowskiej germanizacji wieś otrzymała niemiecką nazwę Richtenberg – dla upamiętnienia jej założyciela, wielkiego mistrza Zakonu - Heinricha von Richtenberga.
Zobacz też: Sobole
Bibliografia:
- OLECKO Czasy, ludzie, zdarzenia Tekst: Ryszard Demby, wyd. 2000